# Église Saint-Pierre de Cerny
L'église Saint-Pierre de Cerny est une église paroissiale catholique, dédiée à saint Pierre, située dans la commune française de Cerny et le département de l'Essonne.

## Historique
Un édifice est mentionné dans une charte du XIIe siècle et fait l'objet de profonds remaniements. Blanche de Castille a impulsé la construction de l'édifice actuel, lequel est remanié après les Guerres de religion. La nef et le porche sont restaurés au XVIIe siècle, le clocher est reconstruit jusqu'au XIXe siècle
Depuis un arrêté du 10 février 1948, l'église est inscrite au titre des monuments historiques.

## Description
L'édifice abrite des tableaux du XVIIe siècle, un lutrin du XVIIIe siècle et un maître-autel du XIXe siècle. Le mobilier de l'église pour l'essentiel et les vitraux datent du XIXe siècle .

## Pour approfondir